# Ursprung der Technik
Ursprung der Technik ist eine britische Fernsehserie aus den Jahren 2003, 2005 und 2007–2009, die erstmals in der deutschen Fassung 2006 im History Channel ausgestrahlt wurde.

## Inhalt
Die Serie erzählt in jeder Folge vom Ursprung von etwas, beispielsweise wann wirklich das erste Mal nach Erdöl gebohrt wurde, nämlich nicht in der zweiten Hälfte des 19. Jahrhunderts, sondern schon vor 2000 Jahren. Die verblüffenden Ursprünge moderner Technik sind nicht so neu, wie sie scheinen.

## Episodenliste

### Staffel 1
| Nr. (ges.) | Nr. (St.) | Deutscher Titel                               | Originaltitel                   | Erstausstrahlung Vereinigtes Königreich | Deutschsprachige Erstausstrahlung (D) | Regie          | Drehbuch |
| ---------- | --------- | --------------------------------------------- | ------------------------------- | --------------------------------------- | ------------------------------------- | -------------- | -------- |
| 1          | 1         | Archimedes & Co. – Hightech im Altertum       | Ancient Computer?               | 21. Dez. 2003                           | Stuart Clarke, Ali McGrath            | Justin Pollard |          |
| 2          | 2         | Pioniere der Medizin – Heilkunst im Alten Rom | Galen, Doctor To The Gladiators | 21. Dez. 2003                           | Stuart Clarke, Ali McGrath            | Justin Pollard |          |
| 3          | 3         | Alexandria – Silicon Valley der Antike        | Heron Of Alexandria             | 21. Dez. 2003                           | Stuart Clarke, Ali McGrath            | Justin Pollard |          |

### Staffel 2
| Nr. (ges.) | Nr. (St.) | Deutscher Titel                                             | Originaltitel   | Erstausstrahlung Vereinigtes Königreich | Deutschsprachige Erstausstrahlung (D) | Regie    | Drehbuch |
| ---------- | --------- | ----------------------------------------------------------- | --------------- | --------------------------------------- | ------------------------------------- | -------- | -------- |
| 4          | 1         | Vor dem Wind – Traumschiffe der Antike                      | Ancient Ships   | 21. Aug. 2005                           |                                       |          |          |
| 5          | 2         | Technik der Kriegswaffen                                    | Ancient Warfare | 21. Aug. 2005                           |                                       |          |          |
| 6          | 3         | Hightech der Antike – Erfindungen zwischen Tiber und Tigris | Machines II     | 11. Dez. 2005                           | Ben Mole                              | Ben Mole |          |

### Staffel 3
| Nr. (ges.) | Nr. (St.) | Deutscher Titel            | Originaltitel         | Erstausstrahlung Vereinigtes Königreich | Deutschsprachige Erstausstrahlung (D) | Regie    | Drehbuch |
| ---------- | --------- | -------------------------- | --------------------- | --------------------------------------- | ------------------------------------- | -------- | -------- |
| 7          | 1         | Der Trojanische Krieg      | Siege Of Troy         | 23. Jan. 2007                           | Ben Mole                              | Ben Mole |          |
| 8          | 2         | Autos und Flugzeuge        | Ancient Cars & Planes | 30. Jan. 2007                           | Ben Mole                              | Ben Mole |          |
| 9          | 3         | Maschinen der Götter       | Machines Of The Gods  | 6. Feb. 2007                            | Ben Mole                              | Ben Mole |          |
| 10         | 4         | Schiffsmechanik            | Super Ships           | 13. Feb. 2007                           | Ben Mole                              | Ben Mole |          |
| 11         | 5         | Die ersten Supermaschinen  | Mega Machines         | 20. Feb. 2007                           | Ben Mole                              | Ben Mole |          |
| 12         | 6         | Waffen im alten Ägypten    | Egyptian Warfare      | 27. Feb. 2007                           | Ben Mole                              | Ben Mole |          |
| 13         | 7         | Waffen im alten China      | Chinese Warfare       | 6. März 2007                            | Ben Mole                              | Ben Mole |          |
| 14         | 8         | Mechanik des Fernen Ostens | Machines III          | 27. März 2007                           | Ben Mole                              | Ben Mole |          |
| 15         | 9         | Roboter                    | Robots                | 17. Apr. 2007                           | Ben Mole                              | Ben Mole |          |
| 16         | 10        | Mechanik des Nahen Ostens  | Machines Of The East  | 24. Apr. 2007                           | Ben Mole                              | Ben Mole |          |

### Staffel 4
| Nr. (ges.) | Nr. (St.) | Deutscher Titel          | Originaltitel               | Erstausstrahlung Vereinigtes Königreich | Deutschsprachige Erstausstrahlung (D) | Regie    | Drehbuch |
| ---------- | --------- | ------------------------ | --------------------------- | --------------------------------------- | ------------------------------------- | -------- | -------- |
| 17         | 1         | Schätze der Weltmeere    | Mega-Structures Of The Deep | 28. Jan. 2008                           | Ben Mole                              |          |          |
| 18         | 2         | Kriegsflotten der Antike | Ancient Super Navies        | 4. Feb. 2008                            | Ben Mole                              |          |          |
| 19         | 3         | Ballistik des Altertums  | Ancient Super Ballistics    | 11. Feb. 2008                           | Ben Mole                              |          |          |
| 20         | 4         | Erfindungen des Militärs | Ancient Death Machines      | 25. Feb. 2008                           | Ben Mole                              | Ben Mole |          |
| 21         | 5         | Kriegsschiffe Ostasiens  | Ancient Chinese Super Ships | 3. März 2008                            | Ben Mole                              | Ben Mole |          |
| 22         | 6         | Das antike New York      | Ancient New York            | 10. März 2008                           | Ben Mole                              |          |          |

### Staffel 5
| Nr. (ges.) | Nr. (St.) | Deutscher Titel             | Originaltitel                | Erstausstrahlung Vereinigtes Königreich | Deutschsprachige Erstausstrahlung (D) | Regie    | Drehbuch |
| ---------- | --------- | --------------------------- | ---------------------------- | --------------------------------------- | ------------------------------------- | -------- | -------- |
| 23         | 1         | Waffen im antiken Asien     | Death Weapons Of The East    | 23. Okt. 2008                           |                                       |          |          |
| 24         | 2         | Nautische Kriegskunst       | Impossible Naval Engineering | 30. Okt. 2008                           | Ben Mole                              |          |          |
| 25         | 3         | Panzerungen                 | Ancient Tank Tech            | 6. Nov. 2008                            |                                       |          |          |
| 26         | 4         | Folterwerkzeuge             | Ancient Torture Tech         | 13. Nov. 2008                           | Ben Mole                              |          |          |
| 27         | 5         | Tunnelbau                   | Ancient Mining Machines      | 20. Nov. 2008                           |                                       |          |          |
| 28         | 6         | Ungewöhnliche Kriegsführung | Impossible Army Machines     | 1. Dez. 2008                            | Ben Mole                              | Ben Mole |          |
| 29         | 7         | Erfindungen der Bibel       | Lost Science Of The Bible    | 15. Dez. 2008                           | Belinda Kirk                          |          |          |

### Staffel 6
| Nr. (ges.) | Nr. (St.) | Deutscher Titel                | Originaltitel                 | Erstausstrahlung Vereinigtes Königreich | Deutschsprachige Erstausstrahlung (D) | Regie                  | Drehbuch |
| ---------- | --------- | ------------------------------ | ----------------------------- | --------------------------------------- | ------------------------------------- | ---------------------- | -------- |
| 30         | 1         | Luftangriffe                   | Airborne Assault              | 5. Nov. 2009                            | Ben Mole                              |                        |          |
| 31         | 2         | Waffen und Munition            | Guns N’ Ammo                  | 12. Nov. 2009                           | Ben Mole                              |                        |          |
| 32         | 3         | Festungsanlagen                | Ancient Mega-Fort             | 4. Dez. 2009                            | Ben Mole                              |                        |          |
| 33         | 4         | Spionage                       | Ancient Secret Agents         | 19. Dez. 2009                           |                                       |                        |          |
| 34         | 5         | Heilmethoden                   | Gruesome Medicine             | 18. Dez. 2009                           | Ben Mole                              |                        |          |
| 35         | 6         | Rebellion                      | Riots And Revolution          | 18. Dez. 2009                           | Ben Mole                              |                        |          |
| 36         | 7         | Elitetruppen                   | Ancient Commandos             | 18. Dez. 2009                           | Ben Mole                              |                        |          |
| 37         | 8         | Spezialeinheiten               | Ancient Special Forces        | 18. Dez. 2009                           | Ben Mole                              | Ben Mole, John Fortune |          |
| 38         | 9         | Unbekannte Waffen              | Twisted Weapons Of The East   | 18. Dez. 2009                           |                                       |                        |          |
| 39         | 10        | Rekorde der Antike             | Ancient Record Breakers       | 22. Dez. 2009                           |                                       |                        |          |
| 40         | 11        | Die Eroberung der Meere        | Mega Ocean Conques            | 22. Dez. 2009                           | Ben Mole                              |                        |          |
| 41         | 12        | Totenrituale und Mumifizierung | Rituals Of Death              | 22. Dez. 2009                           | Ben Mole                              |                        |          |
| 42         | 13        | Kult und Ritus                 | ´Secret Science Of The Occult | 28. Dez. 2009                           |                                       |                        |          |

## Hintergrund
Die Serie wurde von Wild Dream Film in Zusammenarbeit mit A&E Television Networks, Sianel 4 Cymru und Special Broadcasting Service für den History Channel produziert.

## Erzähler
Der US-amerikanische Erzähler der ersten Staffel war Sean Barrett.